# Diflorasone
Diflorasone là một glucocorticoid tổng hợp có hoạt tính chống viêm và ức chế miễn dịch, thường được sử dụng trong các điều trị các hội chứng về da, bao gồm ngứa, mẩn đỏ, khô, đóng vảy, bong vảy, viêm và khó chịu ở các tình trạng da khác nhau, bao gồm cả bệnh vẩy nến (một bệnh da trong đó các mảng vảy đỏ hình thành trên một số vùng của cơ thể và bệnh chàm (một bệnh ngoài da) khiến da khô, ngứa và đôi khi phát ban đỏ, có vảy).

## Cơ chế hoạt động (MoA)
Cơ chế hoạt động của diflorasone là một chất chủ vận thụ thể hormone corticosteroid. Giống như các glucocorticoid khác, diflorasone được khuếch tán qua màng tế bào và liên kết với thụ thể glucocorticoid (GR) trong tế bào chất. Phức hợp thụ thể sau đó được chuyển vị trí vào nhân và kích hoạt hoặc kìm hãm các gen bằng cách tương tác với các chuỗi ADN palindromic ngắn, còn được gọi là nhân tố đáp ứng glucocorticoid (GRE). Sự kích hoạt gen giúp phát huy tác dụng chống viêm, ví dụ như điều hòa IkappaB, trong khi đó bất hoạt gen ức chế sự sản xuất các cytokine tiền viêm như interleukin-1 (IL-1), IL-2 và IL-6, và do đó ngăn chặn sự hoạt hóa của các tế bào lympho T gây độc tế bào.
Cơ chế chính xác của hoạt động chống viêm của steroid tại chỗ trong điều trị da liễu đáp ứng với steroid nói chung vẫn chưa được chắc chắn. Tuy nhiên, corticosteroid được cho là hoạt động bằng cách cảm ứng các protein ức chế phospholipase A2, được gọi chung là lipocortins. Người ta công nhận rằng những protein này kiểm soát sự sinh tổng hợp của các chất trung gian mạnh gây viêm như prostaglandin và leukotrienes bằng cách ức chế giải phóng axit arachidonic tiền chất chung của chúng. Axit arachidonic được giải phóng khỏi màng phospholipid nhờ enzym phospholipase A2.

## Tác dụng ở thời kỳ con bú
Diflorasone thường ở dạng kem hoặc thuốc mỡ để bôi lên da. Nó thường được điều trị cho khu vực da bị ảnh hưởng từ một đến ba lần một ngày. Hiện tại, các tác dụng của Diflorasone tại chỗ chưa được nghiên cứu trong suốt thời kỳ cho con bú . Bởi vì các tác dụng toàn thân ở người mẹ chỉ có thể xuất hiện khi một lượng corticosteroid mạnh nhất được sử dụng trong thời gian dài, do đó việc bôi corticosteroid tại chỗ trong thời gian ngắn không có khả năng gây rủi ro cho trẻ sơ sinh đang bú sữa. Tuy nhiên, cần thận trọng khi sử dụng thuốc dược lực ít nhất trên vùng da nhỏ nhất có thể. Điều đặc biệt quan trọng là phải đảm bảo rằng da của trẻ sơ sinh không tiếp xúc trực tiếp với các vùng da đã được điều trị thuốc. Chỉ nên sử dụng corticosteroid có hiệu lực thấp trên núm vú hoặc quầng vú nơi trẻ sơ sinh có khả năng hấp thụ thuốc trực tiếp từ da; diflorasone cần tránh được sử dụng trên núm vú . Chỉ nên thoa các sản phẩm dạng gel hoặc kem có thể tan trong nước lên vú vì thuốc mỡ không tan có thể khiến trẻ sơ sinh tiếp xúc với hàm lượng parafin khoáng cao thông qua việc liếm . Bất kỳ corticosteroid tại chỗ nào cũng cần được lau thật sạch trước khi cho con bú nếu thuốc đang được bôi trên vú hoặc núm vú.

## Trên thị trường
Việc lưu hành Diflorasone trên thị trường phải được kiểm soát chặt chẽ và chỉ được kê khai bởi bác sĩ. Diflorasone diacetate, là một ester diaxetat khác của Diflorasone, cũng được bán trên thị trường dưới dạng kem bôi da tại chỗ. Người đang điều trị cần nghiêm túc tham khảo các hướng dẫn và chỉ định của bác sĩ để phòng tránh rủi ro sức khoẻ có thể xảy ra.
Các mác thuốc hiện tại được bán ở Mỹ, bao gồm Apexicon, Apexicon E, Maxiflor, Psorcon, Psorcon E, và ở Canada, bao gồm Florone và Flutone.